# Железнодорожный транспорт в Беларуси

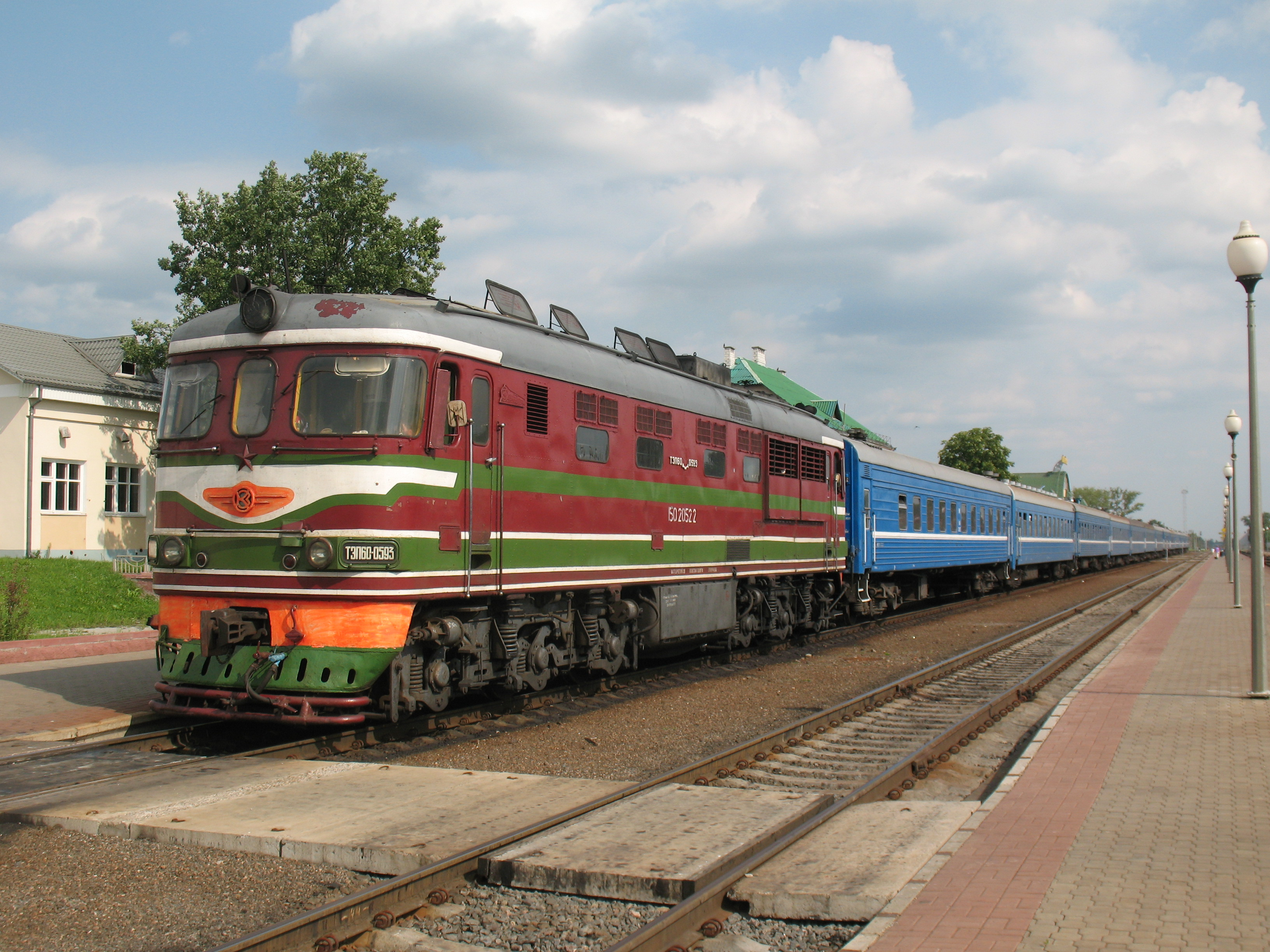
Тепловоз ТЭП60 с пассажирским поездом на станции Бобруйск (2007)

Железнодорожный транспорт Беларуси — сеть магистральных железных дорог в Беларуси. Также к железнодорожному транспорту относятся ведомственные железнодорожные ветви, промышленные узкоколейные и обычные железные дороги.
Железнодорожный транспорт страны обеспечивает главным образом перевозки массовых грузов, а также пассажирские перевозки.

## Общая характеристика

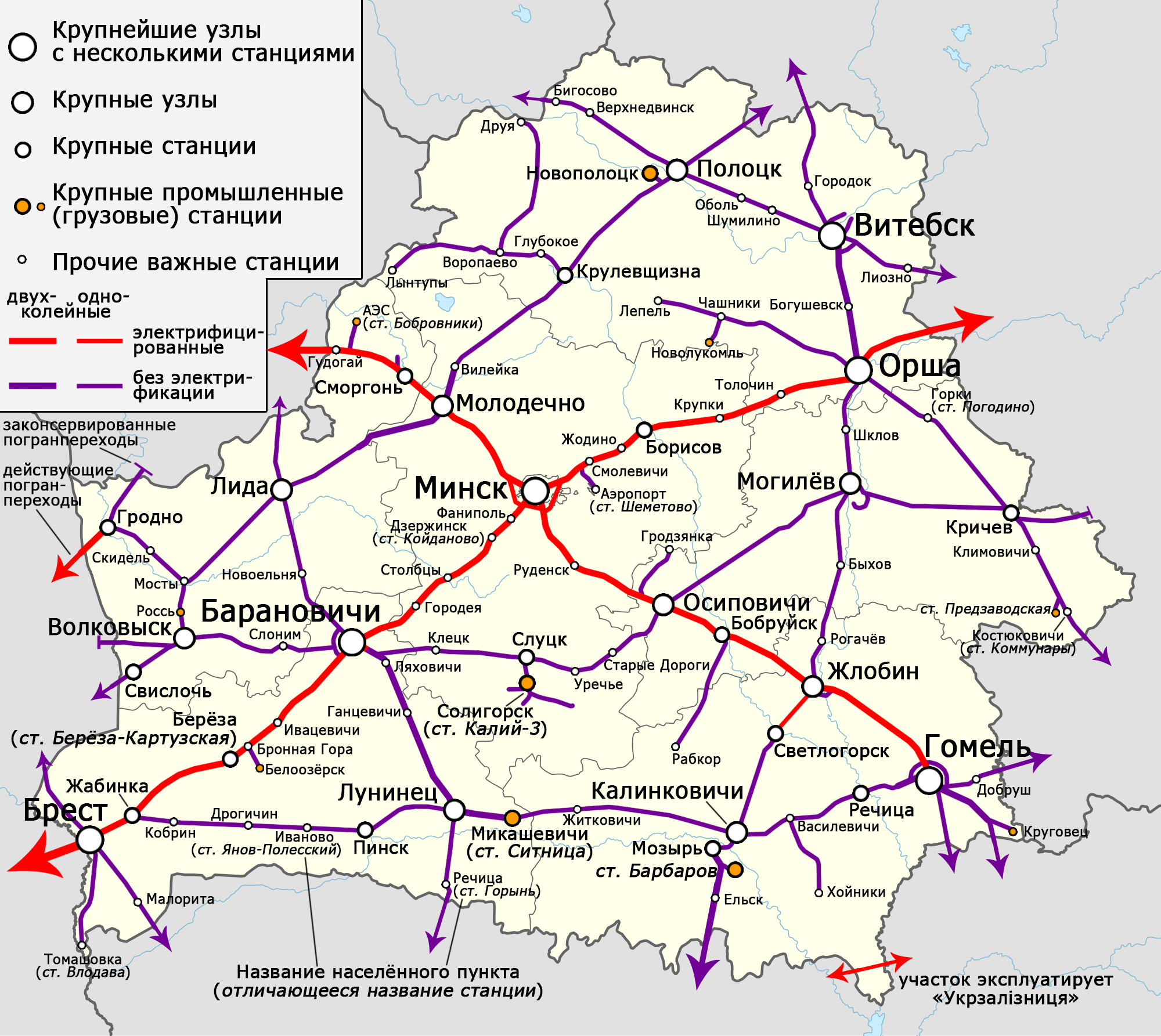
Схема Белорусской железной дороги

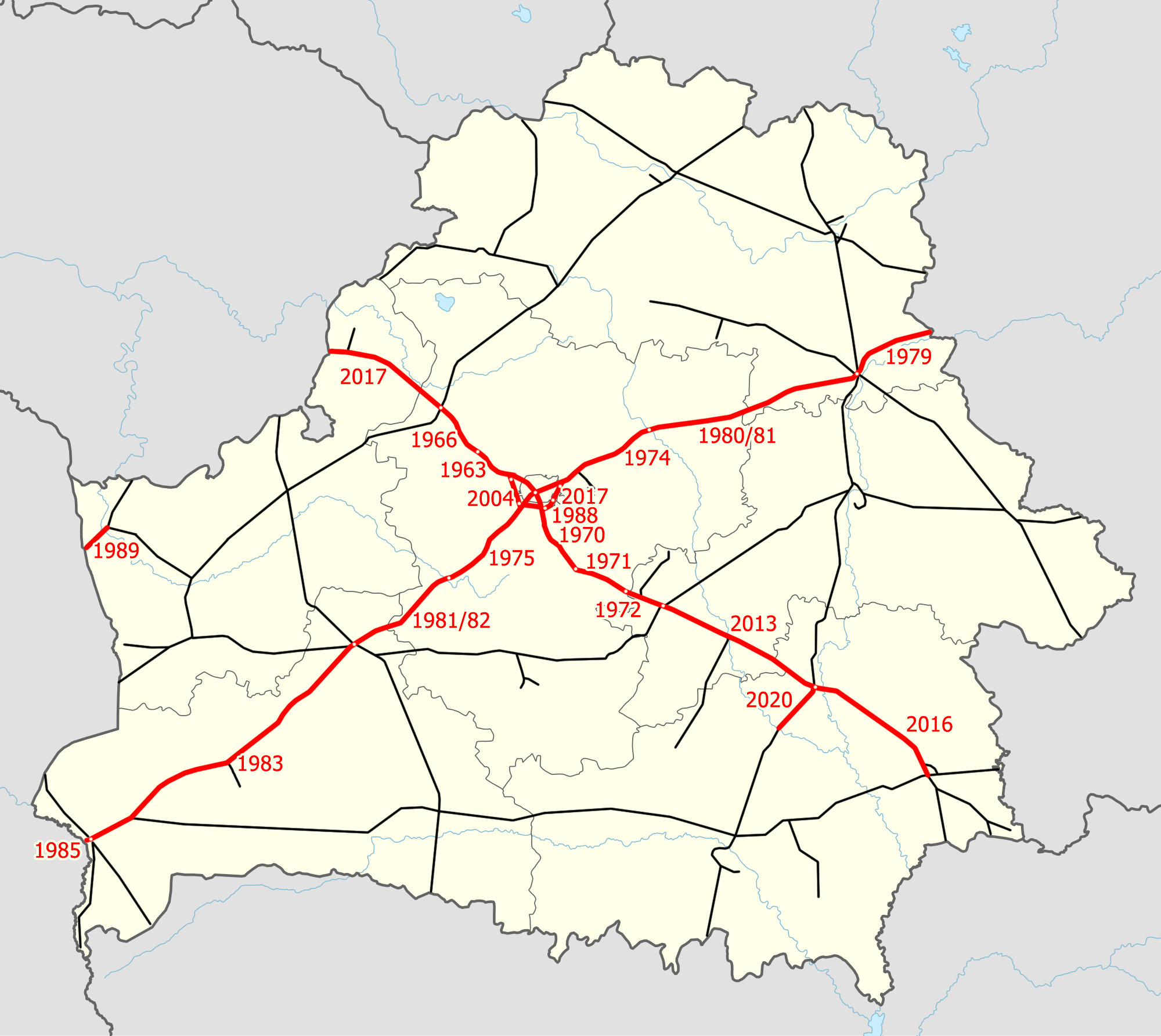
и неэлектрифицированные участки железной дороги

На магистральных путях используется колея 1520 мм, эксплуатационная длина путей — 5480 км, из них (по состоянию на начало 2010-х годов) двупутные участки 1640 км, однопутные — 3867. Общая протяжённость электрифицированных линий составляет на начало 2019 года 1228 км (22,4 % от общей протяжённости дороги), бо́льшая часть которых работает на переменном токе 25 кВ, а 26 км (участки на белорусско-польской границе) на постоянном токе 3,3 кВ.
| Год  | Протяжённость железнодорожных путей общего пользования, км | ! в т. ч. электрифицированных, км |
| ---- | ---------------------------------------------------------- | --------------------------------- |
| 2000 | 5533                                                       | 874                               |
| 2005 | 5518                                                       | 897                               |
| 2010 | 5503                                                       | 898                               |
| 2011 | 5503                                                       | 899                               |
| 2012 | 5483                                                       | 899                               |
| 2013 | 5490                                                       | 1013                              |
| 2014 | 5491                                                       | 1012                              |
| 2015 | 5491                                                       | 1128                              |
| 2016 | 5480                                                       | 1131                              |
| 2017 | 5480                                                       | 1215                              |
| 2018 | 5480                                                       | 1228                              |

## История

Строительство участков железных дорог на территории современной Республики Беларусь

Первая железнодорожная линия в Белоруссии (Гродно — Поречье) была небольшой протяжённости, всего 32 км, открыта она была в 1862 году. Это было продолжение линии Петербурго-Варшавской железной дороги. Постоянное движение на дороге было открыто 15 (27) декабря 1862 года.